# Jarní bod

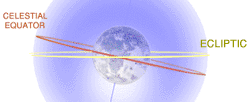
Nebeský rovník je vůči rovině ekliptiky skloněný asi o 23,5°

Jarní bod je v astronomii jeden ze dvou průsečíků ekliptiky s nebeským rovníkem. Jedná se o bod na nebeské sféře, kde se nachází Slunce v okamžiku jarní rovnodennosti.
Jarní bod je počátečním bodem pro rovníkové souřadnice používané pro popis polohy těles na nebi. Jeho rovníkové souřadnice jsou tedy α=0° (rektascenze), δ=0° (deklinace).
V současné době se nachází v souhvězdí Ryb, ačkoliv bývá označován znakem souhvězdí Berana. Před dvěma tisíci lety se totiž nacházel v souhvězdí Berana, ze kterého se v důsledku precese zemské osy přesunul do souhvězdí Ryb, a takto se postupně bude posouvat i dál.
Protějškem je podzimní bod, ve kterém se Slunce nachází o podzimní rovnodennosti.